# Поход пролетерских бригада у Босанску Крајину 1942.
Поход пролетерских бригада у Босанску крајину је назив за поход јединица НОВЈ који је изведен у периоду од краја јуна до половине августа 1942. године. Главнина јединица НОВЈ (Прва и Друга пролетерска, Трећа санџачка и Четврта црногорска бригада) и Врховни штаб НОВ и ПОЈ су 24. јуна 1942. године са терена Зеленгоре кренуле ка западној Босни. Успут су вођене борбе са непријатељем (Коњиц, Бугојно, Прозор, Ливно, Купрес) и стварана нова ослобођена територија. Крајем јула овим снагама прикључила се и Пета црногорска бригада са Херцеговачким НОП одредом, од којег је затим формирана Десета херцеговачка пролетерска ударна бригада.
Поход у Босанску Крајину није био замишљен као марш, већ да се непријатељу нанесу ударци, прошири слободна територија у западној Босни и створе повољни услови за даљи развој устанка у западним крајевима Југославије, па је планирано да се изврши постепено, у етапама. У првој етапи требало је изненадним нападом разбити и уништити непријатељске посаде и порушити железничку пругу Сарајево — Мостар, а затим, у следећој етапи, наставити наступање на северозапад, овладати територијом на десној обали Неретве, у горњем току Врбаса и рејоном Купрес, Ливно, Имотски и повезати се са крајишким и далматинским јединицама.
Продор пролетерских бригада у Западну Босну командант италијанске 2. армије генерал Марио Роата с горчином је прокоментарисао: "Ево их овдје, компактни и обновљени феникс".

## Партизанске снаге почетком 1942. године
Почетком марта 1942. године Врховни штаб НОВ и ПОЈ је упутио Прву и Другу пролетерску бригаду у источну Босну, где су разбиле четничке снаге и ослободиле низ места, пруживиши тиме значајну помоћ тамошњим партизанским снагама. Црногорски партизани су првих месеци 1942. године задржали, у својим рукама, већи део Црне Горе упркос појачаног притиска Италијана и четника. Заједничким дејством Друге пролетерске бригаде, херцеговачких и црногорских партизана оcлобођен је Борач, јако усташко упориште, у близини Калиновика. Ослобођењем Калиновика, повезана је ослобођена територија источне Босне са ослобођеном територијом у Херцеговини и Црној Гори.
У западној Босни партизански одреди су нaрасли, учврстили слободну територију и ослободили нова подручја. Нарочито су порасле устаничке снаге на Грмечу и Козари, а 16. маја 1942. године Први и Други крајишки НОП одред ослободили су Приједор, који је бранило око 2.000 непријатељских војника.

## Немачко-италијанска офанзива
Да би спречили даље ширење устанка, Немци и Италијани, су 3. марта 1942. године у Опатији, потписали споразум којим је постигнут план о општој офанзиви на партизане. Према том плану прве операције су почеле 15. априла 1942. године у источној Босни, за чију је сврху формирана борбена група „Бадер“. Циљ ове операције био је уништење партизанских јединица на простору Рогатица-Калиновик-Фоча.
Због закашњења италијанских дивизија, које су задржане дејством партизанских снага у Херцеговини, као и успешног отпора Прве и Друге пролетерске бригаде и осталих партизанских снага, непријатељски план није успео. Прва и Друга пролетерска бригада су успеле да се пребаце у Санџак и Црну Гору, а делом снага и у Херцеговину, да би помогле партизанским снагама, на које су Италијани, са веома јаким снагама, јачине око 9 дивизија, покренули офанзиву средином 1942. године, и успевши да до краја јуна овладају овим областима.

## Поход у Босанску крајину
Врховни штаб НОВ и ПОЈ, који се до 10. маја 1942. године, налазио у Фочи, успео је, да уз помоћ Прве и Друге пролетерске бригаде, извуче део партизанских снага из Црне Горе и Херцеговине и од њих формира нове јединице: Трећу пролетерску санџачку бригаду, Четврту и Пету пролетерску црногорску бригаду и Херцеговачки НОП одред.
Заједно са Групом бругада, коју су сачињавале: Прва и Друга пролетерска, Трећа санџачка и Четврта црногорска бригада, Врховни штаб је, из рејона Зеленгоре, 24. јуна 1942. године извршио покрет у западну Босну општим правцем Калиновик-Прозор-Купрес. На тромеђи Херцеговине, Црне Горе и Босне остављена је Пета пролетерска црногорска бригада и Херцеговачки НОП одред са партизанском болницом, да би у повољнијој ситуацији продрли у Црну Гору и Херцеговину.
Пошто је успела да разбије усташке снаге око планине Трескавице, Група бригада је 3. јула 1942. године извршила изненадни напад на пругу Сарајево-Коњиц између Хаџића и Коњица. Током ноћи бригаде су савладале непријатељске посаде по станицама, уништиле важнија станична постројења, разрушиле пругу на више места, као и све важније мостове. Уништено је и више десетина вагона и неколико локомотива.

### Напад на Коњиц
Након серије диверзија на прузи, Прва пролетерска бригада је ноћу између 7. и 8. јула разбила непријатељски гарнизон у Коњицу, који је бранио једна батаљон домобрана и две чете усташа, ослободила град и уништила железничку станицу и ложионицу са око 25 локомотива. Ово је био крупан ударац за окупаторске снаге и НДХ, јер су везе са Херцеговином биле прекинуте више од два месеца и био је онемогућен транспрт боксита из рејона Мостара.
Са пруге Група бригада је наставила дејства у два прваца: десна колона, сачињена од Друге пролетерске и Четврте црногорске бригаде је преко Битовање и Вранице извршила напад на непријатељске гарнизоне у горњем току Врбаса; лева колона, сачињена од Прве пролетерске и Треће санџачке бригаде је кренула правцем Прозор-Ливно. Десна колона је по заузимању Горњег Вакуфа водила оштре борбе око Бугојна и Доњег Вакуфа, док је лева колона ослободила Прозор, Шујицу и Дувно, а у садејству са далматинским и крајишким партизанима 5. августа ослободила Ливно.

### Напад на Ливно
Ослобођење Ливна било је велики успех НОВЈ. Други батаљон Прве пролетерске бригаде је преко чистине, високих жичаних препрека и између зидано-бетонских бункера упао у град, уништио непријатељске снаге на које је наишао, искидао везе и омео непријатељу командовање, а садејствовао је другим батаљонима који су нападали град.
Почетком августа у ослобођени Прозор је стигла Пета пролетерска црногорска бригада и Херцеговачки НОП одред, који су после оштрих борби са окупаторским и четничким снагама у ширем рејону Зеленгоре били присиљени да крену у овом правцу.
Нарочито тешке борбе је водила Група бригада, сачињена од Друге и Четврте пролетерске, делова Треће санџачке и Десете херцеговачке бригаде (која је формирана 10. августа од Херцеговачког НОП одреда и Коњичког партизанског батаљона), заједно са Првом крајишком бригадом и Трећим крајишким НОП одредом за Купрес од 11. до 14. августа.

### Спајање слободне територије
У даљим борбама Група бригада је са крајишким и далматинским јединицама ослободила: Аржано, Мркоњић град и Јајце. Овим су створени услови за развој НОП-а у областима које су дотада биле под утицајем усташа, а новоослобођена територија преко Ливна и Мркоњић града је била спојена са ослобођеном територијом у Босанској крајини.
Четнички вођа Драгољуб Михаиловић, који је у садејству са Немцима успео да отера партизане из Србије, 28. августа 1942. је наредио свом команданту Петру Баћовићу да уништи "последње партизанске остатке" у западној Босни:
Неопходно је потребно и врло важно потући комунисте свуда да им се трага не зна. Предузели су кампању против нас из беса што су у земљи скоро потпуно уништени. Акцијом из источне Босне, Херцеговине, Далмације и Лике уништити и последње њихове остатке у западној Босни.— Драгољуб Михаиловић